# Ait Saad
Ait Saad es un pueblo situado en la comuna de Thakna, provincia de Sidi Kacem, región de Rabat-Salé-Kénitra en el Reino de Marruecos. El pueblo pertenece a Taknat Al-Shamakh, que incluye 13 aldeas. Su población se estima en 34 personas según el censo oficial de población y vivienda de 2004.